# Бережок (Псковська область)
Бережок (рос. Бережок) — присілок в Бєжаницькому районі Псковської області Російської Федерації.
Населення становить 14 осіб. Входить до складу муніципального утворення Чихачьовське муніципальне утворення.

## Історія
Від 2005 року входить до складу муніципального утворення Чихачьовське муніципальне утворення.

## Населення
| 2001 | 2002 | 2010 |
| ---- | ---- | ---- |
| 31   | ↘20  | ↘14  |